# Els cavallers de la taula rodona
Els cavallers de la taula rodona (títol original en anglès: Knights of the Round Table) és una pel·lícula dels Estats Units de Richard Thorpe estrenada el 1953. Ha estat doblada al català.

## Argument[2]
Arthur, fill bastard d'Uther Pendragon, es disputa la corona del regne de Logres (illes britàniques) amb la seva germanastra Morgana la Fada i el seu cavaller i espòs Mordred. Merlin, que ha educat Arthur, resol la qüestió per la prova de l'espasa: "el que em podrà arrencar d'aquesta enclusa serà el rei legítim de tota Anglaterra" són les paraules inscrites en el sòcol de l'espasa. Només Arthur la pot retirar. Mordred i Morgana fan tot el possible per oposar-se a Arthur. Lancelot del Llac, fill del rei Ban de Benoic, que és un senyor de Bretanya (Armòrica), cau en una emboscada destinada a Arthur. Lancelot i Arthur, derroten els cavallers de Mordred, i després signen la seva amistat en un duel d'honor. La guerra entre els dos partits és oficialment declarada després de la reunió en el cercle de pedra. És només després d'una sagnant derrota que Mordred accepta reconèixer Arthur com a legítim rei d'Anglaterra.
Té lloc a continuació la marxa immediata de Lancelot que no pot acceptar que el seu pitjor enemic quedi en vida i no creu gaire en la seva voluntat de pau. En el camí, Lancelot desafia en combat singular un cavaller que reté una dama contra la seva voluntat, aquesta el fa el seu campió i Lancelot guanya el combat. Després, Lancelot continua el seu camí amb la bella dama al cap. Arthur, per la seva part, es casa amb Ginebra. Lancelot torna a la cort i presenta el seu homenatge al seu rei, aquest el fa el campió de la seva reina, que no és altra que la dona que ha alliberat. Morgane i Mordred estan a l'aguait. Es refunda La Taula Rodona, i es pronuncien els juraments. Les victòries s'encadenen a la mateixa velocitat que creix l'amistat entre Arthur i Lancelot. Però els seus enemics són propers i l'amor secret entre Lancelot i Ginebra és en el centre d'un complot que apunta a trencar aquesta amistat.
Seguint els consells de Merlin, Lancelot marxa cap al nord contra els Pictes i es casa amb Elaine, germana de Perceval, que ha trobat abans de l'emboscada. La cort continua viva i Lancelot aixafa els Pictes al Nord. De la unió de Lancelot i d'Elaine, que mor en el part, neix Galaad. Merlin aconsella no recordar Lancelot, però Arthur continua estant sord. Morgane fa enverinar llavors Merlin. Lancelot, per decisió reial, torna a la cort. Un vespre, Guenièvre va a l'apartament de Lancelot. Mordred i Morgane, que els vigilaven, envien homes per enxampar-los. Lancelot acaba amb ells i fuig amb Ginebra. Un tribunal es reuneix a la Taula Rodona per jutjar la sobirana i el cavaller. Després de l'arribada i la intervenció de Lancelot, Arthur decideix que Ginebra serà enviada a un monestir i Lancelot exiliat. Mordred fa triomfar els seus projectes. La guerra esclata, inevitable. En una batalla llegendària, Arthur és mortalment ferit.
L'únic supervivent del bàndol d'Artús és Percival. Lancelot arriba a temps per sentir les últimes paraules del seu amic i sobirà, del qual rep el perdó i la missió de posar fi als dies de Mordred, de concedir un missatge de perdó i d'amor a Ginebra i de llançar Excalibur al mar. Un duel èpic oposa Lancelot a Mordred. Lancelot acaba matant Mordred. Els dos últims cavallers de la Taula Rodona, Lancelot i Percival, hi van una última vegada. Allà, el Graal apareix a Perceval, l'únic capaç de veure'l. Una veu li parla i li diu que Galaad serà el més gran cavaller i que Lancelot sigui perdonat.
"Fidel romandré, amic em quedaré, és el jurament que fa un germà al seu germà." (frase que acompanya l'anell o inscripció sobre l'anell que Arús ofereix a Lancelot a Nadal, després que el retroba després de la fugida de Lancelot amb Ginebra, i que retorna a Lancelot abans de morir.)

## Repartiment
- Robert Taylor: Lancelot
- Ava Gardner: La Reina Ginebra
- Mel Ferrer: El Rei Artús
- Anne Crawford: La Fada Morgana
- Stanley Baker: sir Mordred
- Felix Aylmer: Merlí
- Maureen Swanson: Lady Elaine
- Niall MacGinnis: El cavaller vert
- Anthony Forwood: Gareth
- Gabriel Woolf: Percival
- Robert Urquhart: Gawain

I, entre els actors que no surten als crèdits:
- Patricia Owens: Lady Vivien
- Dana Wynter: Serventa de la fada Morgana
- Howard Marion Crawford: Simon
- Ann Hanslip: Nan
- Jill Clifford: Bronwyn

## Premis i nominacions

### Nominacions
- 1954: Oscar a la millor direcció artística per Alfred Junge, Hans Peters i John Jarvis
- 1954: Oscar a la millor edició de so per A.W. Watkins (M-G-M Sound Department)
- 1954: Gran Premi del Festival de Canes per Richard Thorpe